# Là où je me terre
 (mars 2024).
La mise en forme du texte ne suit pas les recommandations de Wikipédia : il faut le « wikifier ».
Les points d'amélioration suivants sont les cas les plus fréquents :
- Les titres sont pré-formatés par le logiciel. Ils ne sont ni en capitales, ni en gras.
- Le texte ne doit pas être écrit en capitales (les noms de famille non plus), ni en gras, ni en italique, ni en « petit »…
- Le gras n'est utilisé que pour surligner le titre de l'article dans l'introduction, une seule fois.
- L'italique est rarement utilisé : mots en langue étrangère, titres d'œuvres, noms de bateaux, etc.
- Les citations ne sont pas en italique mais en corps de texte normal. Elles sont entourées par des guillemets français : « et ».
- Les listes à puces sont à éviter, des paragraphes rédigés étant largement préférés. Les tableaux sont à réserver à la présentation de données structurées (résultats, etc.).
- Les appels de note de bas de page (petits chiffres en exposant, introduits par l'outil «  Source ») sont à placer entre la fin de phrase et le point final[comme ça].
- Les liens internes (vers d'autres articles de Wikipédia) sont à choisir avec parcimonie. Créez des liens vers des articles approfondissant le sujet. Les termes génériques sans rapport avec le sujet sont à éviter, ainsi que les répétitions de liens vers un même terme.
- Les liens externes sont à placer uniquement dans une section « Liens externes », à la fin de l'article. Ces liens sont à choisir avec parcimonie suivant les règles définies. Si un lien sert de source à l'article, son insertion dans le texte est à faire par les notes de bas de page.
- La présentation des références doit suivre les conventions bibliographiques. Il est recommandé d'utiliser les modèles {{Ouvrage}}, {{Chapitre}}, {{Article}}, {{Lien web}} et/ou {{Bibliographie}}. Le mode d'édition visuel peut mettre en forme automatiquement les références.
- Insérer une infobox (cadre d'informations à droite) n'est pas obligatoire pour parachever la mise en page.

Pour une aide détaillée, merci de consulter Aide:Wikification.
Si vous pensez que ces points ont été résolus, vous pouvez retirer ce bandeau et améliorer la mise en forme d'un autre article.
Là où je me terre est le premier roman de l'autrice et sociologue Caroline Dawson. Il est publié en 2020 aux Éditions du remue-ménage.

## Résumé
Là où je me terre nous plonge au cœur de l'histoire d'une famille chilienne contrainte de quitter son pays natal pour échapper à la terreur du régime de Pinochet. Le récit débute à Noël 1986, alors que la famille Dawson arrive à Montréal en quête d'un refuge. Le lecteur est introduit à travers les yeux de Caroline, une fillette de sept ans, à l'univers complexe de l'exil et de l'intégration.
Le récit dépeint également les étapes de l'installation de la famille dans leur nouveau pays, alors qu'ils sont accueillis à l'hôtel avec d'autres réfugiés politiques. Des premiers pas hésitants à la découverte de Montréal-Nord, en passant par l'apprentissage du français dans la classe d'accueil de madame Thérèse. Caroline fait face aux moqueries des autres enfants concernant ses cheveux et sa boîte à lunch, et elle est confrontée à la misère des rues d'Hochelaga, témoignant des réalités difficiles de l'immigration.
Au fur et à mesure que Caroline grandit, le récit explore les différentes facettes de son expérience d'immigrante, marquée par la nécessité de s'effacer pour mieux s'intégrer. Pourtant, en dépit des défis et des sacrifices, Caroline refuse de rester silencieuse. Son récit révèle non seulement les luttes et les préjugés auxquels sa famille est confrontée, mais aussi sa propre quête de vérité et d'identité.

## Thèmatiques abordées
Là où je me terre plonge les lecteurs dans l'univers d'une enfant confrontée aux défis de l'immigration forcée, ses parents ayant fui le Chili pour échapper à la dictature. Dawson décrit avec émotion les luttes de ses parents pour survivre dans un environnement hostile, tout en révélant ses propres batailles pour s'intégrer dans une société qui la rejette. Son récit révèle les tensions familiales, les luttes de classes et les défis de l'identité culturelle dans un contexte où l'amour maternel émerge comme la force motrice derrière son endurance. La langue est également une thématique importante de l'œuvre.

## Style d'écriture
Dawson caractérise son écriture de maternelle et de « simple », voulant que son livre soit accessible et facile à lire, notamment par sa mère, pour qui le français est une deuxième langue et qui ne vient pas du milieu académique. L'autrice explique le style fragmenté de son œuvre par le fait qu'elle l'a écrit principalement de soir, après que ses deux jeunes enfants soient couchés.

## Réception de l’œuvre
Le livre figure parmi les 20 livres les plus empruntés par les abonnées de BAnQ en 2021 et en 2022.
Le premier ministre du Québec, François Legault, fait l'éloge du roman sur ses réseaux sociaux en mars 2021,.
En décembre 2021, un total de 17 152 exemplaires avaient été vendus.

## Adaptations
Une adaptation théâtrale, adaptée par Michel Nadeau et mise en scène par Guillaume Pepin, a été présentée au Théâtre La Bordée du 31 octobre au 5 novembre 2023 ,.
Une version audio du roman, lu par Kathy-Alexandra Retamal Villegas, est disponible gratuitement sur la plateforme Ohdio de Radio-Canada, depuis 2022.

## Éditions
- Caroline Dawson, Là où je me terre, Montréal, Éditions du remue-ménage, 2020, 208 p. (ISBN 9782890917194)
- (en) Caroline Dawson (trad. Anita Anand), As the Andes disappeared, Toronto, Book*hug Press, 2023, 205 p. (ISBN 978-1-771-66861-3)

## Distinctions et prix
- Prix littéraire des collégiens, 2022